# Rockabilly Ruhrpott
Rockabilly Ruhrpott ist ein deutscher Dokumentarfilm über die Rock-’n’-Roll-Szene im Ruhrgebiet aus dem Jahr 2008.
Der Film ist das Erstlingswerk der beiden Kölner Filmemacherinnen Christin Feldmann und Claudia Bach. Rockabilly Ruhrpott feierte seine offizielle Premiere auf den Kinofest Lünen 2010 und lief am 30. Juni 2011 in den deutschen Kinos an.

## Inhalt
Rockabilly Ruhrpott bietet einen Einblick in eine der Subkulturen in der BRD. Die Macherinnen lassen Szeneanhänger zu Wort kommen und zeigen, was ihnen wichtig ist und wie das Lebensgefühl des Rock ’n’ Roll im Ruhrgebiet gelebt wird. Als Basis dienen dem Film zudem die zahlreichen Rockabilly Bands, wie u. a. Lou Cifer and the Hellions, The Wildcats, The Town Rebels, Furious, Black Raven, Foggy Mountain Rockers und Teenage Terror, die nicht nur mit ihren Songs die musikalische Untermalung des Filmes stellen, sondern auch als Interviewpartner von ihrem Alltag als Musiker berichten.

## Rezeption
Simona Westhoven urteilte in der WAZ: „Es ist das ebenso treffende wie erhellende Porträt einer nicht mehr ganz so jugendlichen Subkultur, die ihre Hauptstadt zwischen Förderturm und Stahlwerk hat, erzählt von ihren Machern und Mitgliedern.“
Der Filmdienst bemängelte: „[Der Film] belässt es freilich bei einer sympathischen Selbstvergewisserung und erzählt nichts von der Vereinbarkeit der Retro-Leidenschaft mit dem heutigen Alltag“
Die Filmzeitschrift Cinema schrieb in ihrem Onlineportal: „Die einstündige Doku zeichnet ein ebenso lebendiges wie abwechslungsreiches Porträt der Rockabilly-Szene im Ruhrgebiet. Eine nostalgische Spurensuche zwischen Elvistolle, Tattoos und Petticoat.“
Das Hamburger Abendblatt lobte das Werk mit den Worten: „Ein schöner Film ist das geworden, einer, aus dem die Sympathie für die Protagonisten strahlt, einer, der Lust macht, mal wieder eine Wanda-Jackson- oder Eddie-Cochran-Platte aufzulegen.“
Die Filmzeitschrift TV Spielfilm zog das Fazit: „Einzigartige Einblicke!“.